# Diana Wynyard
Diana Wynyard (CBE) (London, 1906. január 16. – London, 1964. május 13.) Oscar-díjra jelölt angol színésznő. 
A brit színpadon tevékenykedett, legismertebb filmje az amerikai Kavalkád.

## Élete és pályafutása
Dorothy Isobel Cox néven született 1906-ban Londonban, szülei Edward Cox és Margaret Cox. Wynyard a Woodford iskolába járt, ahol ő és Peggy Ashcroft Shakespeare-művekben játszottak és a nyilvános beszédet tanulták. Wynyard 1925-ben debütált a színpadon, és a William Armstrong Liverpool Repertory Vállalattal működött együtt 1927-től 1930-ig. Ezt követte a Sorry You've Been Troubled című színdarabban lévő fellépése a St. Martin Színházban. 
1932-ben debütált a Broadwayen Basil Rathbone mellett a Devil Passes-ban, amit egy filmszerződés követett John, Lionel és Ethel Barrymore-ral: a Rasputin volt az egyetlen film, amiben mind a három Barrymore testvér együtt szerepelt. Wynyardot 1933-ban beválogatták a Kavalkád című filmadaptációba, amiben egy nála idősebb asszonyt kellett megformálnia. A film Noël Coward színdarabja alapján készült, és Wynyard játékát Oscar-díjra jelölték érte. A színésznő ezután visszafordult az angol színpad felé.
Alacsony költségvetésű brit filmekben bukkant fel, amik mégis jó minőségűnek bizonyultak, mint az 1933-as Reunion in Vienna John Barrymoreral vagy az 1940-es Gázláng, amiből később amerikai feldolgozás is készült Ingrid Bergmannal. 1942-ben Wynyard feleségül ment Carol Reed rendezőhöz, akivel egyetlen közös filmje volt, a Remarkable Mr. Kipps 1941-ben. Első házassága válással végződött 1947-ben. Második férje magyar orvos, Csato Tibor volt, akivel 1951-ben kötötte össze az életét, de hétévnyi házasság után tőle is elvált.
A második világháború után két évig a Stratford Memorial Színháznál dolgozott, majd turnéra ment Ausztráliába 1949-től 1950-ig. 1953-ban a Brit Birodalom Rendjének parancsnokává tették (CBE). Wynyard 1964-ben hunyt el Londonban veseelégtelenségben.

## Filmográfia

### Szerepei a Broadwayen
| Év      | Cím                 | Szerep           | Színház                |
| ------- | ------------------- | ---------------- | ---------------------- |
| 1932    | The Devil Passes    | Paul Robinson    | Selwyn Theatre         |
| 1958    | Cue For Passion     | Grace Nicholson  | Henry Miller's Theatre |
| 1959–60 | Megtört szívek háza | Hesione Hushabye | Billy Rose Theatre     |

### Filmek
| Év   | Cím                      | Szerep                 | Magyar hangja                                                                   |
| ---- | ------------------------ | ---------------------- | ------------------------------------------------------------------------------- |
| 1932 | Rasputin                 | Natasha hercegnő       |                                                                                 |
| 1933 | Kavalkád                 | Jane Marryot           | n.a                                                                             |
| 1933 | Men Must Fight           | Laura Seward           |                                                                                 |
| 1933 | Reunion in Vienna        | Elena Krug             |                                                                                 |
| 1934 | Where Sinners Meet       | Anne                   |                                                                                 |
| 1934 | Let's Try Again          | Alice Overton          |                                                                                 |
| 1934 | A túlsó parton           | Claire Corven          | n.a                                                                             |
| 1937 | Othello                  | Desdemona              |                                                                                 |
| 1939 | The Fugitive             | Kit Kobling            |                                                                                 |
| 1940 | Gázláng                  | Bella Mallen           | n.a                                                                             |
| 1941 | A Voice in the Night     | Irena                  |                                                                                 |
| 1941 | A miniszterelnök         | Mary Disraeli          | n.a                                                                             |
| 1941 | The Remarkable Mr. Kipps | Helen Walshingham      |                                                                                 |
| 1947 | Eszményi férj            | Lady Gertrude Chiltern | 1. magyar változat (1960): Békési Rita 2. magyar változat (1980): Moór Marianna |
| 1951 | Tom Brown's Schooldays   | Mrs. Arnold            |                                                                                 |
| 1955 | Lady Charing Is Cross    | Lady Charing           |                                                                                 |
| 1956 | The Feminine Touch       | főnővér                |                                                                                 |
| 1957 | Island in the Sun        | Mrs. Fleury            |                                                                                 |

### Televíziós sorozatok
| Év      | Cím                      | Szerep (zárójelben az évad (S) és/vagy az epizód (E) száma) |
| ------- | ------------------------ | --- |
| 1937    | Theatre Parade           | ? (?) |
| 1951    | This Is Show Business    | ? (?) |
| 1954    | The Lover                | a királynő (E1) |
| 1954    | BBC Sunday-Night Theatre | Joanna Manville (S5E48) |
| 1955    | Rheingold Theatre        | Lucille (S3E27) |
| 1956–64 | ITV Play of the Week     | 1956: Gertrude (S1E23) 1956: Irina Arkagyina (S2E06) 1957: Clarisse (S3E11) 1960: Constance Tuckerman (S5E27) 1961: Lise Frolich (S6E30) 1964: Helen Purslow (S10E03) |
| 1957    | Producers' Showcase      | Erzsébet császárné (S3E06) |
| 1958    | Theatre Night            | Mary Lester (S1E19) |
| 1959    | Playhouse 90             | Jane Birman (S3E19) |
| 1960    | BBC Sunday-Night Play    | Lady Frinton (S1E20) |
| 1960    | Armchair Mystery Theatre | Stella Lambert (S1E01) |

## Díjak és jelölések
- 1934: Oscar-díj a legjobb női főszereplőnek (jelölés) – Kavalkád